# Althea Gibson
Althea Gibson (Clarendon County, 25 de Agosto de 1927 – East Orange, 28 de setembro de 2003) foi uma tenista e golfista profissional estadunidense.
Primeira atleta negra a ganhar Roland Garros, em 1956, foi eleita atleta feminina do ano pela Associated Press em 1958, foi treinadora de Venus Williams e Serena Williams, e eleita ao International Tennis Hall of Fame.

## Grand Slam finais

### Simples: 7 (5–2)

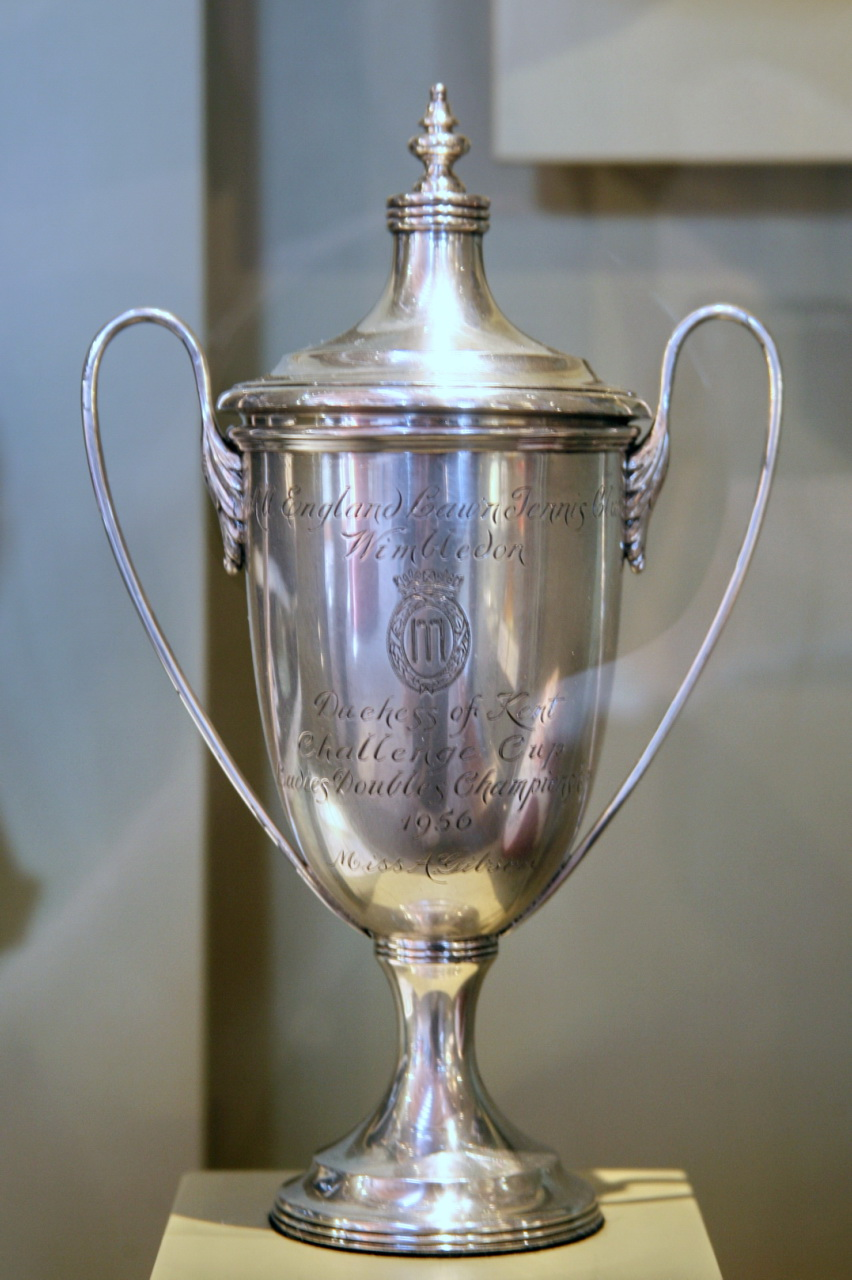
Althea Gibson em 1956 com o troféu de Wimbledon

| Resultado | Ano  | Campeonato               | Oponente                | Placar        |
| --------- | ---- | ------------------------ | ----------------------- | ------------- |
| Campeão   | 1956 | Roland Garros            | Angela Mortimer Barrett | 6–0, 12–10    |
| Vice      | 1956 | US Open                  | Shirley Fry Irvin       | 6–3, 6–4      |
| Vice      | 1957 | Australian Championships | Shirley Fry Irvin       | 6–3, 6–4      |
| Campeão   | 1957 | Wimbledon                | Darlene Hard            | 6–3, 6–2      |
| Campeão   | 1957 | U.S. Open                | Louise Brough Clapp     | 6–3, 6–2      |
| Campeão   | 1958 | Wimbledon (2)            | Angela Mortimer Barrett | 8–6, 6–2      |
| Campeão   | 1958 | U.S. Open (2)            | Darlene Hard            | 3–6, 6–1, 6–2 |

### Duplas: 7 (5–2)
| Resultado | Ano  | Campeonato               | Parceira           | Oponentes                                     | Placar        |
| --------- | ---- | ------------------------ | ------------------ | --------------------------------------------- | ------------- |
| Campeão   | 1956 | Roland Garros            | Angela Buxton      | Darlene Hard Dorothy Head Knode               | 6–8, 8–6, 6–1 |
| Campeão   | 1956 | Wimbledon                | Angela Buxton      | Fay Muller Daphne Seeney                      | 6–1, 8–6      |
| Campeão   | 1957 | Australian Championships | Shirley Fry Irvin  | Mary Bevis Hawton Fay Muller                  | 6–2, 6–1      |
| Campeão   | 1957 | Wimbledon (2)            | Darlene Hard       | Mary Bevis Hawton Thelma Coyne Long           | 6–1, 6–2      |
| Vice      | 1957 | US Open                  | Darlene Hard       | Louise Brough Clapp Margaret Osborne duPont   | 2–6, 5–7      |
| Campeão   | 1958 | Wimbledon (3)            | Maria Esther Bueno | Margaret Osborne duPont Margaret Varner Bloss | 6–3, 7–5      |
| Vice      | 1958 | U.S. Open                | Maria Bueno        | Darlene Hard Jeanne Arth                      | 6–2, 3–6, 4–6 |

### Duplas Mistas: 4 (1–3)
| Resultado | Ano  | Campeonato | Parceiro       | Oponentes                          | Placar        |
| --------- | ---- | ---------- | -------------- | ---------------------------------- | ------------- |
| Vice      | 1956 | Wimbledon  | Gardnar Mulloy | Shirley Fry Irvin Vic Seixas       | 6–2, 2–6, 5–7 |
| Vice      | 1957 | Wimbledon  | Neale Fraser   | Darlene Hard Mervyn Rose           | 4–6, 5–7      |
| Campeão   | 1957 | US Open    | Kurt Nielsen   | Darlene Hard Robert Howe           | 6–3, 9–7      |
| Vice      | 1958 | Wimbledon  | Kurt Nielsen   | Lorraine Coghlan Green Robert Howe | 3–6, 11–13    |